# Столин, Владимир Викторович
Владимир Викторович Столин (19 февраля 1947, Москва — 11 января 2020, там же) — российский психолог и предприниматель.

## Биография
В 1970 г. окончил факультет психологии Московского государственного университета им. М. В. Ломоносова (МГУ). Доктор психологических наук (1985 г.), профессор. Автор свыше 100 научных публикаций, в том числе 3 монографий, и более 100 статей и интервью в периодической печати на темы менеджмента и организационного поведения, психологического тестирования (в том числе совм. с А. А. Бодалёвым) и др.
С 1970 по 1991 годы. преподавал в МГУ.
С 1991 по 1994 годы. консультант компании RHR International (Чикаго, США).
В 1989 г. основал и возглавил консалтинговую компанию «ЭКОПСИ Консалтинг», основным направлением деятельности которой является управление человеческими ресурсами, включая вопросы оценки, мотивации и развития менеджеров. Член Американского общества по обучению и развитию.
Председатель Совета директоров ЗАО «ЭКОПСИ Консалтинг», председатель Совета директоров ЗАО «Мейнстрим Консалтинг», а также член совета директоров, председатель комитета по вознаграждениям, назначениям и кадрам ОАО Минерально-химическая компания «ЕвроХим».

## Научная деятельность
Область научных интересов: общая психология, исследование проблем самосознания, психология личности, психодиагностика, психологическое консультирование, поведение в организациях. В кандидатской диссертации, выполненной под руководством профессора А. Н. Леонтьева, он исследовал проблемы восприятия пространства, а именно экспериментально изучал построение зрительного образа при псевдоскопическом восприятии, его связь с осуществляемой субъектом деятельностью, обосновал идею перцептивного (феноменального) синтеза (Столин, 1972, 1976). В докторской диссертации он изучил процессы самосознания, описал его механизмы и структуру, исследовал проблему личностных смыслов, их строения, психосемантических различий и форм существования в сознании.

## Сочинения
- Петухов В. В., Столин В. В. ПРЕДМЕТ И ЗАДАЧИ ПСИХОЛОГИЧЕСКОЙ НАУКИ И ПРАКТИКИ, М.: Изд-во МГУ, 1989. С. 5-11, 18-21